# Unimog 406
 (novembre 2023).
La mise en forme du texte ne suit pas les recommandations de Wikipédia : il faut le « wikifier ».
Les points d'amélioration suivants sont les cas les plus fréquents :
- Les titres sont pré-formatés par le logiciel. Ils ne sont ni en capitales, ni en gras.
- Le texte ne doit pas être écrit en capitales (les noms de famille non plus), ni en gras, ni en italique, ni en « petit »…
- Le gras n'est utilisé que pour surligner le titre de l'article dans l'introduction, une seule fois.
- L'italique est rarement utilisé : mots en langue étrangère, titres d'œuvres, noms de bateaux, etc.
- Les citations ne sont pas en italique mais en corps de texte normal. Elles sont entourées par des guillemets français : « et ».
- Les listes à puces sont à éviter, des paragraphes rédigés étant largement préférés. Les tableaux sont à réserver à la présentation de données structurées (résultats, etc.).
- Les appels de note de bas de page (petits chiffres en exposant, introduits par l'outil «  Source ») sont à placer entre la fin de phrase et le point final[comme ça].
- Les liens internes (vers d'autres articles de Wikipédia) sont à choisir avec parcimonie. Créez des liens vers des articles approfondissant le sujet. Les termes génériques sans rapport avec le sujet sont à éviter, ainsi que les répétitions de liens vers un même terme.
- Les liens externes sont à placer uniquement dans une section « Liens externes », à la fin de l'article. Ces liens sont à choisir avec parcimonie suivant les règles définies. Si un lien sert de source à l'article, son insertion dans le texte est à faire par les notes de bas de page.
- La présentation des références doit suivre les conventions bibliographiques. Il est recommandé d'utiliser les modèles {{Ouvrage}}, {{Chapitre}}, {{Article}}, {{Lien web}} et/ou {{Bibliographie}}. Le mode d'édition visuel peut mettre en forme automatiquement les références.
- Insérer une infobox (cadre d'informations à droite) n'est pas obligatoire pour parachever la mise en page.

Pour une aide détaillée, merci de consulter Aide:Wikification.
Si vous pensez que ces points ont été résolus, vous pouvez retirer ce bandeau et améliorer la mise en forme d'un autre article.
L'Unimog 406 est un véhicule de la série Unimog construit par Daimler-Benz AG. Au total, 37 069 unités ont été produites entre 1963 et 1989 à l'usine Mercedes-Benz de Gaggenau. Le 406 est le premier Unimog de poids moyen.
Par rapport aux Unimog 401 et Unimog 411, les véhicules ont un empattement allongé de 2 380 mm et une puissance moteur plus de deux fois supérieure. Contrairement à l'Unimog d'origine, ce n'est pas un moteur de voiture particulière qui a été installé, mais plutôt un moteur de véhicule utilitaire de grande cylindrée. En tant que premier représentant de la gamme des Unimog de poids moyen, il présentait une toute nouvelle apparence. Les Unimog ultérieurs sont en partie techniquement et visuellement basés sur le 406. Il y avait au total onze modèles différents du 406, proposés en quatre variantes différentes (U 65 à U 84) et pouvant être livrés avec une cabine deux ou quatre portes ou en cabriolet. De plus, le 406 était disponible en tant que voiture motrice pour les constructeurs tiers, une variante dans laquelle seul un «demi» Unimog était livré, auquel il manquait l'arrière.
Au cours de sa longue phase de production, l'Unimog 406 a été techniquement révisé à plusieurs reprises. La première révision a eu lieu en 1964, lorsque le moteur Diesel OM 312 à préchambre a été remplacé par le moteur OM 352 à injection directe. À partir de 1973, le 406 était équipé de frein à disque. Pour de nombreux amateurs d'Unimog, le 406 est l'Unimog classique par excellence avec ses domaines d'application dans l'agriculture et la foresterie. "Le véhicule a été un succès direct et incarnait la désignation de dispositif moteur universel (Uni versal-Motorgerät en Allemand) mieux que tous les Unimog précédents".

## Historique

### Conception et développement
Le concept original de l'Unimog a été apprécié tant par les clients que par les fabricants d'accessoires. Au début des années 1960, cependant, une demande est apparue pour une série d'Unimog lourds, qui suivait la tendance des tracteurs plus puissants déclenchée par le passage de l'agriculture allemande d'une méthode de travail à forte intensité de main-d'œuvre à une méthode de travail mécanisée. Cela a conduit à la fin du boom des petits remorqueurs au milieu des années 1960, avec une demande de remorqueurs plus performants. L'Unimog 411 le plus puissant, proposé au début des années 1960, était équipé d'un moteur diesel de 34 ch (25 kW) considéré comme trop faible pour certaines applications. Les analystes de Daimler-Benz ont averti que le taux de production annuel de l'Unimog 411 tomberait en dessous de 3 000 véhicules par an après 1960. Ce point a été atteint en 1964. Il était également prévisible que la production de l'Unimog 404 militaire diminuerait, car la Bundeswehr avait équipé la plupart de ses régiments et bataillons d'un nombre suffisant de véhicules de ce type. C'est pourquoi Daimler-Benz a décidé de développer un Unimog plus puissant : le 406.
Le cahier des charges a été achevé en 1960. Le 406 était toujours destiné à être un véhicule agricole et forestier, mais il avait un empattement plus grand, une vitesse de pointe plus élevée, le châssis à manivelle de l'Unimog 404 et un moteur plus puissant. Trois variantes de carrosserie étaient prévues : un cabriolet, une cabine fermée et une double cabine fermée. Le concept original prévoyait le moteur diesel quatre cylindres OM 314 à injection directe et d'une puissance de 54 ch (40 kW). Étant donné que le développeur en chef, Heinrich Rößler, a rejeté ce moteur, il a été décidé d'installer à la place le moteur six cylindres OM 352. Dunlop et Continental ont dû développer de nouveaux pneus spécifiquement pour le 406. De plus, un nouveau système hydraulique était nécessaire pour entraîner les nouveaux accessoires. De plus, la puissance et la transmission ont été repensées pour s'adapter aux performances accrues du moteur. Les nouvelles cabines de conduite ont nécessité la construction de nouvelles presses à tôles de 1 000 mégaponds avec une force de 9 807 kN à l'usine Unimog de Gaggenau.
Les premiers prototypes ont été testés en 1961, le prototype 1 était un véhicule camouflé sans l'emblème Unimog ni l'étoile Mercedes. Il possédait déjà une cabine similaire à celle du modèle de série et le pare-chocs de l'Unimog 404. Le prototype no 2 a reçu la cabine du modèle de série ainsi que le pare-chocs du 404. La présentation publique de l'Unimog 406 a eu lieu au salon DLG à Munich en 1962 et était dirigée par le conseil d'administration de Daimler-Benz. Avant la présentation du 20 mai 1962, de nombreuses petites choses ont été modifiées à bref délai sur l'Unimog et beaucoup d'improvisation ont eu lieu. Daimler-Benz AG a divisé la production de véhicules utilitaires à l'usine de Gaggenau en 1963 : tandis que la production de camions a été transférée dans la nouvelle usine de Wörth, la production d'Unimog est restée à Gaggenau. Cela signifiait qu'une plus grande capacité de production pouvait être utilisée pour l'Unimog 406. Au cours de la première année de production, 1963, 800 Unimog 406 ont été produits, dont les 100 premiers ont été classés comme modèles de pré-série. Le premier modèle de la gamme 406 était l’U 65.
À la fin des années 1960, l'Unimog 406 est devenu une gamme populaire, bien que l'Unimog 403, moins puissant, moins cher et avec un moteur industriel plus petit de 54 ch (40 kW), et l'Unimog 421, avec un moteur de voiture particulière de 40 ch (29,5 kW), étaient disponibles à partir de 1966 en tant qu'extension de la série Unimog. Les changements de modèle annuels ont amélioré la qualité de l'Unimog ; les chiffres de production les plus élevés ont été atteints dans la première moitié des années 1970. Avec le début de la production en série des Unimog de poids lourd avec les modèles 425 en 1974 et 435 en 1975, la demande pour le 406 a fortement chuté. Les changements annuels ont été minimisés et à partir de 1979, le 406 n'a subi aucun développement significatif. Le 406, désormais le seul Unimog de poids moyen, est rapidement devenu très impopulaire et la production annuelle est tombée à une moyenne de seulement 380 véhicules tout au long des années 1980. En 1989, la production a été arrêtée après 27 ans de production.

### Changements de modèle annuels

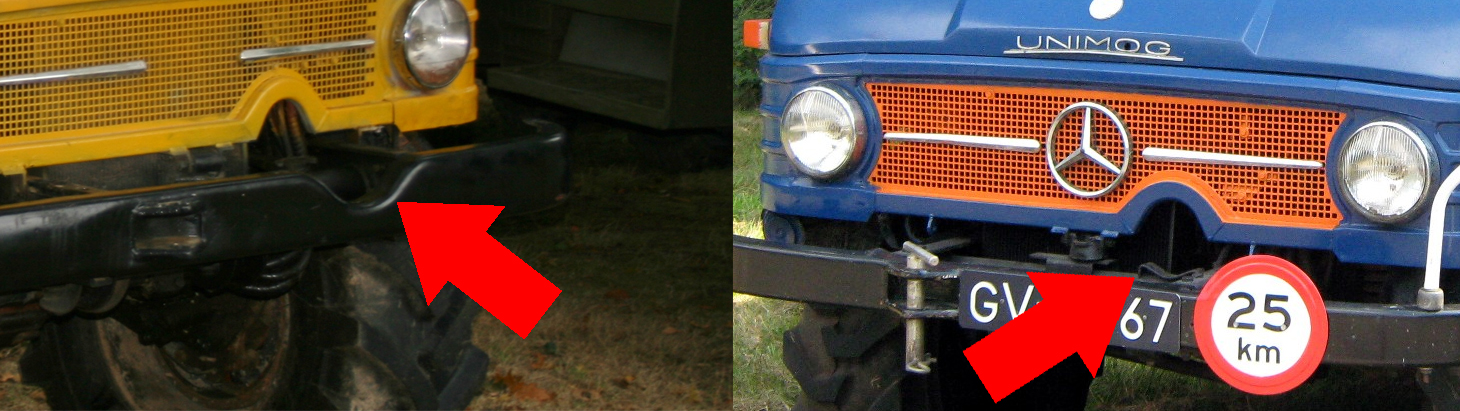
Gauche : modèle de 1974 – droite : modèle de 1963
L'échancrure pour la prise de force dans le pare-chocs avant a été ajoutée en 1964, l'Unimog de droite ne l'a pas.

1964 : En raison d'une pénurie de moteurs OM 352, les 1766 premiers véhicules et prototypes de la gamme étaient équipés du moteur OM 312 à préchambre, qui était limité à 65 ch (48 kW). À partir de 1964, les moteurs OM 352 étaient disponibles en nombre suffisant et furent installés à leur place, également réduits à 65 ch. Ces performances se sont avérées insuffisantes pour certains domaines d'application de l'Unimog 406, c'est pourquoi Daimler-Benz a plus tard décidé de proposer des modèles plus puissants. D'autres changements en 1964 comprenaient un attelage de remorque Rockinger, un renflement pour l'arbre de prise de force avant dans le pare-chocs avant, un nouveau réservoir d'air comprimé d'une capacité de 27 litres au lieu de 20, des ressorts renforcés, de nouveaux essieux portique et de nouvelles jantes sans les quatre fentes qui font un angle de 90° les unes par rapport aux autres.
1965 : En 1965, la production de l'Unimog 416 et des modèles 406.130 et 406.131 débute. Le 406 avait de nouvelles ailes, un nouvel embrayage et il est maintenant équipé de feux arrière rectangulaires. Afin de pouvoir fixer l'arbre de prise de force arrière sous l'attelage de remorque conformément aux dispositions des normes DIN et ISO, Daimler-Benz a proposé une boîte de vitesses a déplacement de l'arbre de prise de force.

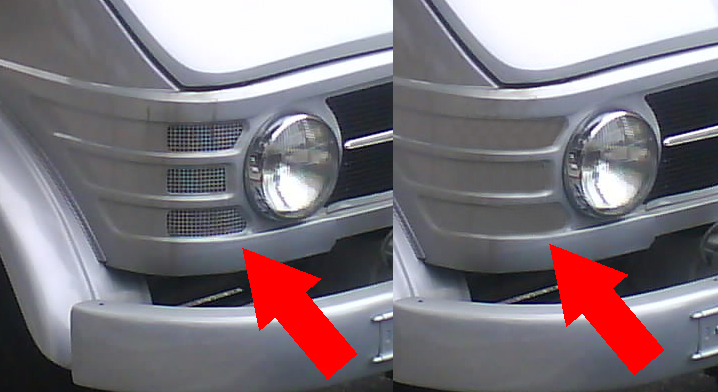
Gauche: modèle de 1965 – droite : modèle de 1966
Les bouches d'aération du chauffage et de la ventilation intérieure à côté des phares ont été supprimées en 1966 et remplacées par des fentes pour les clignotants.

1966 : L'année 1966 fut importante pour la production de l'Unimog. Un mécanisme d'inclinaison de la cabine a été introduit afin que la cabine puisse désormais être rabattue vers l'avant pour les travaux de maintenance. Le capot amovible et un nouveau pare-brise étaient également nouveaux. Les bouches d'aération pour le chauffage et la ventilation à côté des phares ont été supprimées et remplacées par des bouches d'aération près des clignotants. La production du modèle U 65 a été interrompue; à la place, l’U 70 a été ajouté à la gamme, avec un moteur produisant 70 ch (51 kW). Avec l'U 70, la double cabine était également proposée pour la première fois. Le groupe motopropulseur a été révisé; Des transmissions à turbine renforcées et de nouveaux essieux portique ont été installés et le processus de soudage des tubes poussoirs a été amélioré. Les modifications apportées au système électrique comprenaient un thermostat électrique et un nouvel alternateur avec régulateur externe. Le maître-cylindre de frein a également été révisé et certaines parties de l'intérieur ont été remplacées.
1967 : L’année 1967 n’a apporté que de petits changements. Les sièges ont été conçus pour être plus ergonomiques et le rétroviseur a été revu. Les essieux portique ont également été modifiés.
1968 : En 1968, la boîte de vitesses dite F a été remplacée par la boîte de vitesses G. De plus, le 406 a reçu un nouveau contrôleur pour le système pneumatique, un vase d'expansion pour le circuit d'huile de direction assistée et de nouveaux rétroviseurs extérieurs.
1969 : Lors des changements de modèle en 1969, Daimler-Benz a introduit le pare-brise rabattable sur le cabriolet et a équipé les modèles avec cabine fermée de grilles de ventilation plus grandes. Le modèle U 80 a été ajouté à la gamme et les portes de tous les modèles ont été renforcées.

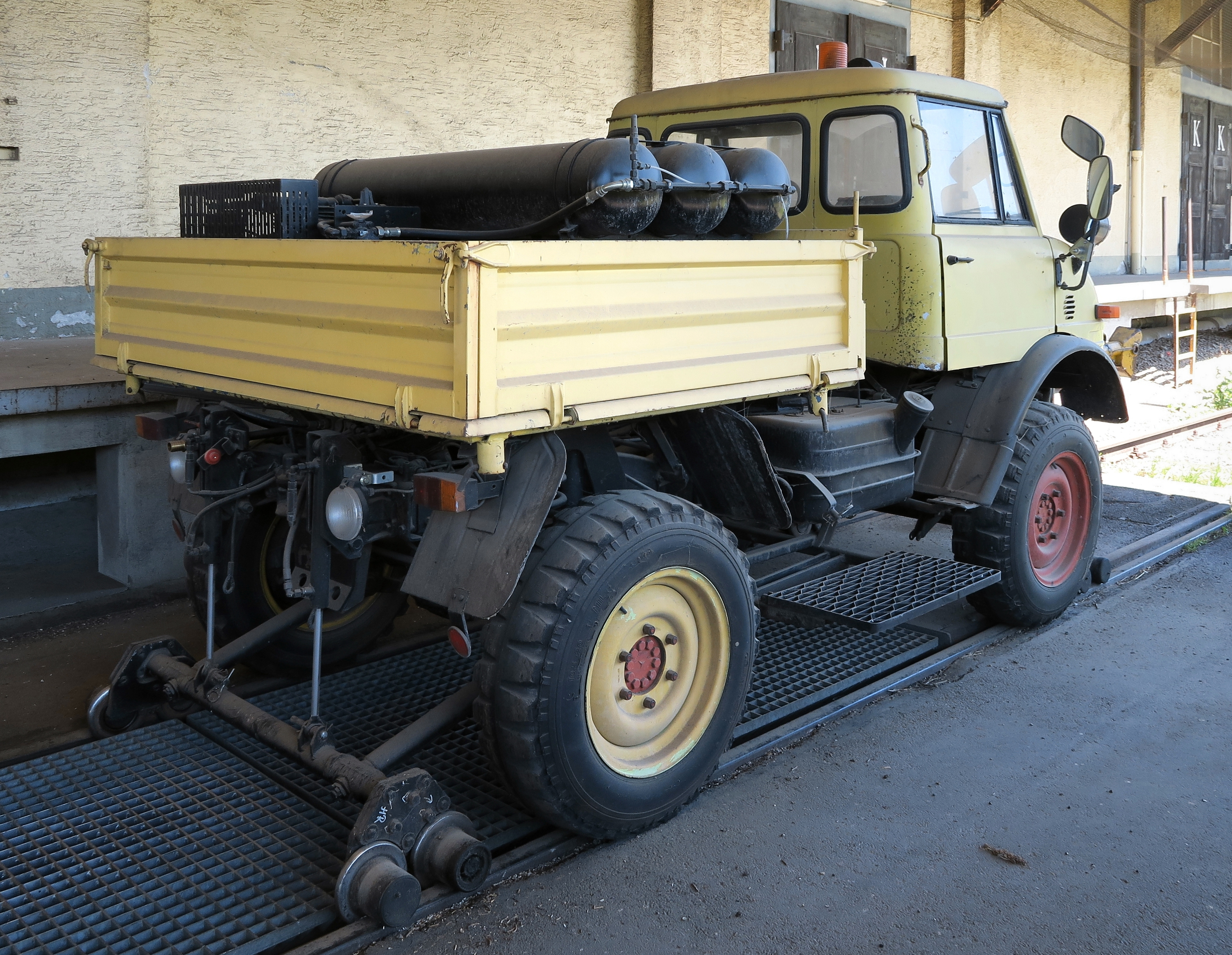
Unimog 406.121
Les deux vitres arrière supplémentaires faisaient partie de l'équipement standard à partir de 1970.

1970 : Le système de direction assistée précédemment installé a été remplacé par un système d'écrou à bille à assistance hydraulique; un système de direction mécanique était toujours proposé en option. De nouvelles règles de sécurité exigeaient que l'arceau de sécurité, initialement proposé en option, fasse partie de l'équipement standard du cabriolet. De plus, les modèles à cabine fermée recevaient deux vitres arrière supplémentaires. Le maître cylindre a encore été renforcé.
1971 : En mars 1971, l’U 80 est remplacé par l’U 84. Il a des clignotants plus grands et rectangulaires, de nouveaux feux arrière à trois chambres, des essieux portique renforcés et une nouvelle plateforme de chargement en aluminium.
1972 : À partir de 1972, les fentes d'aération au-dessus du pare-brise ont été supprimées et le réservoir de liquide de refroidissement était en plastique.
1973 : Le dernier changement majeur a eu lieu le 2 juillet 1973, lorsque les freins à tambour ont été remplacés par des freins à disque. L'introduction des freins à disque a également entraîné un système de freinage à double circuit et la couleur standard des roues est passée du rouge au noir. Le système de direction a été renforcé et le diamètre du pot d'échappement a été augmenté de 55 mm à 70 mm.
De 1974 à 1989 : Les changements de modèle les plus importants avaient déjà été achevés en 1974. En 1974, le silencieux du système d'échappement a été modifié, suivi d'une nouvelle marche sur la cabine en 1975 et un passage de changement de vitesse par roue poussoir à une commutation de la transmission par manchon en 1976. La transmission intégrale a reçu un mécanisme de commutation à commande pneumatique en 1977, en 1979, le dernier changement majeur fut la suppression des bandes chromées sur la calandre. De 1979 à 1989, aucun changement majeur n'a été apporté à l'Unimog 406.

## Aperçu de l'Unimog 406

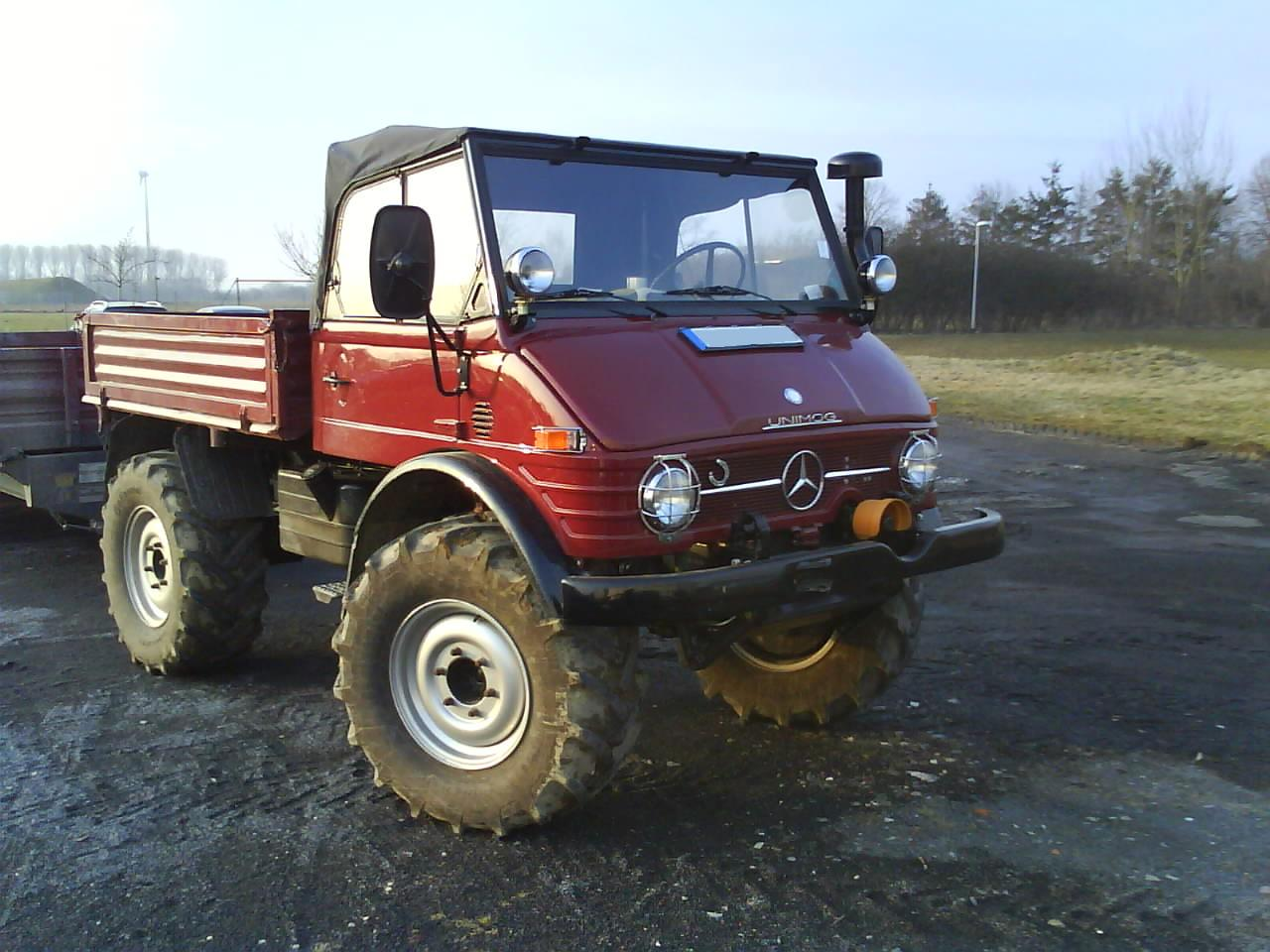
Unimog 406.120
Cabriolet

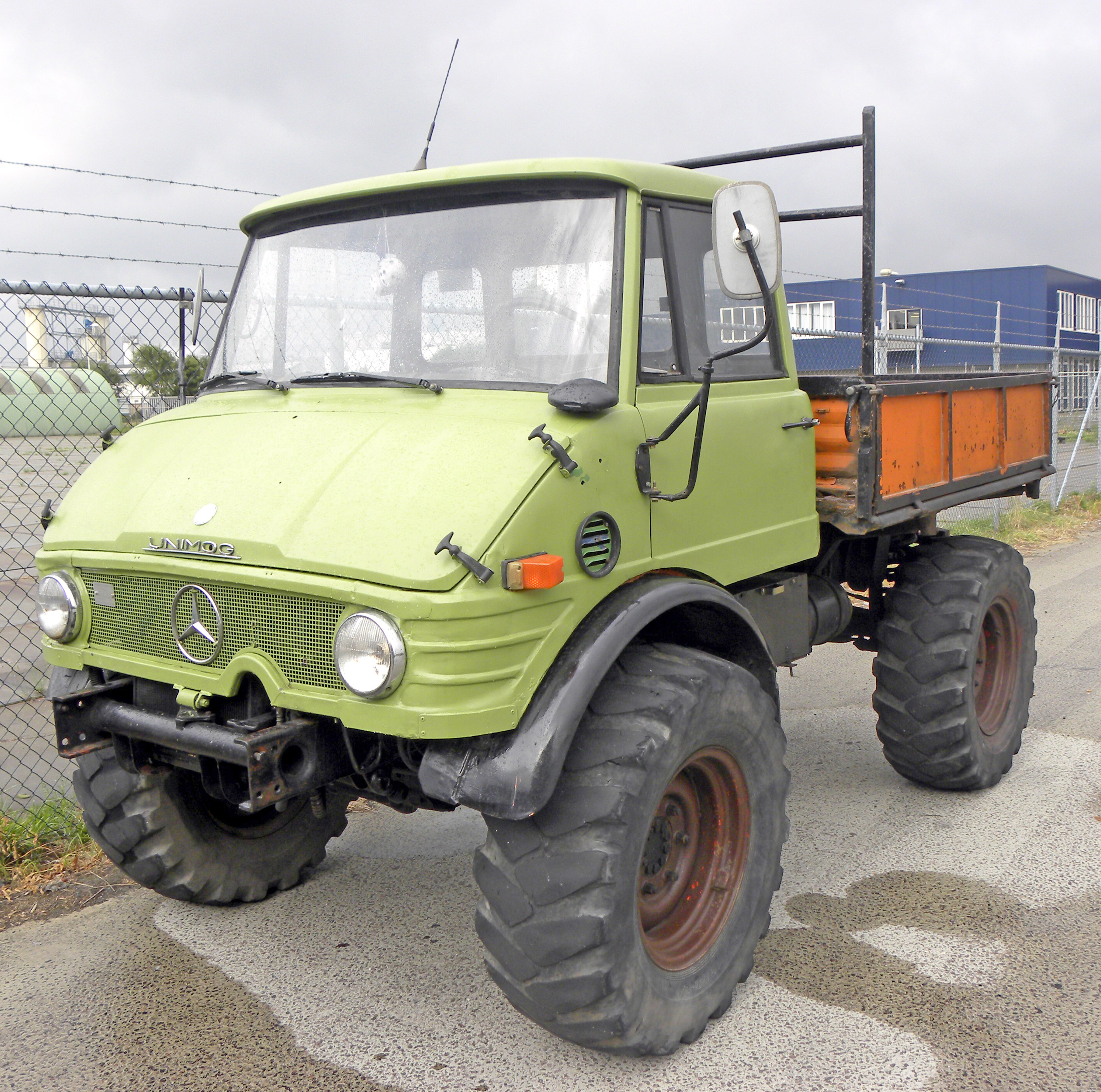
Unimog 406.121
Sans tuba

Onze modèles différents de l'Unimog 406 étaient proposés. Le cabriolet (modèle 406.120) et l'Unimog à cabine fermée (406.121) étaient les plus importants ; ils représentent 96 % de tous les Unimog 406 jamais construits. Les variantes motrices de l'Unimog 406 n'ont eu leur propre numéro de modèle qu'en 1965, date à laquelle elles ont reçu les numéros 406.130, 406.131 et 406.133. Dès 1968, ils furent affectés à la gamme 416. Chaque modèle d’Unimog était proposé avec différents noms de modèle; Il existe quatre noms de modèles : U 65, U 70, U 80 et U 84 (plus tard appelé U 900). Le nombre à deux chiffres représente la puissance du moteur en chevaux DIN et un T, le cas échéant, signifie une tête motrice (Triebkopf en Allemand). Le modèle U 100 de 100 ch n'a été construit d’usine qu'en très petit nombre en tant que tracteur pour le transport avec une vitesse de pointe de 40 km/h. Un aperçu détaillé des modèles proposés est présenté ci-dessous :

### Aperçu du modèle
| Modèle     | Type                   | Cabine                              | Empattement | Puissance (kW) | Quantités | Remarques                                          |
| ---------- | ---------------------- | ----------------------------------- | ----------- | -------------- | --------- | -------------------------------------------------- |
| 406.120    | U 65, U 70, U 80, U 84 | Cabriolet                           | 2 380 mm    | 48, 51, 59, 62 | 12 753    |                                                    |
| 406.121    | U 65, U 70, U 80, U 84 | Cabine de conduite fermée           | 2 380 mm    | 48, 51, 59, 62 | 22 936    |                                                    |
| 406.130    | U 65 T, U 70 T         | Cabriolet                           | –           | 48, 51         | 10        | Affecté à la gamme 416 en 1968                     |
| 406.131    | U 65 T, U 70 T         | Cabine de conduite fermée           | –           | 48, 51         | 29        | Affecté à la gamme 416 en 1968                     |
| 406.133    | U 80 T                 | Cabriolet                           | –           | 59             | 523       | Affecté à la gamme 416 en 1968                     |
| 406.142    | U 900, U 84, U 100     | Cabriolet                           | 2 380 mm    | 62, 73,5, 81   | 19        | Tracteur pour transport de travaux, Vmax : 40 km/h |
| 406.143    | U 900, U 84, U 100     | Cabine de conduite fermée           | 2 380 mm    | 62, 73,5, 81   | 16        | Tracteur pour transport de travaux, Vmax : 40 km/h |
| 406.145    | U 900, U 84            | Double cabine fermée                | 2 380 mm    | 62             | 302       | Remorqueur d'avions de la Bundeswehr               |
| 406.170    |                        | Cabriolet                           |             |                |           | Kit CKD pour l'export                              |
| 406.171    |                        | Cabine de conduite fermée           |             |                |           | Kit CKD pour l'export                              |
| 406.200 A  | wurde nie verkauft     | Cabriolet/cabine de conduite fermée | 2 900 mm    | 73,5           | 1         | Prototype, modèle de série attribué à la gamme 416 |
|            |                        |                                     |             |                |           |                                                    |
| Unimog 406 |                        |                                     |             |                | 37 069    |                                                    |

### La double cabine

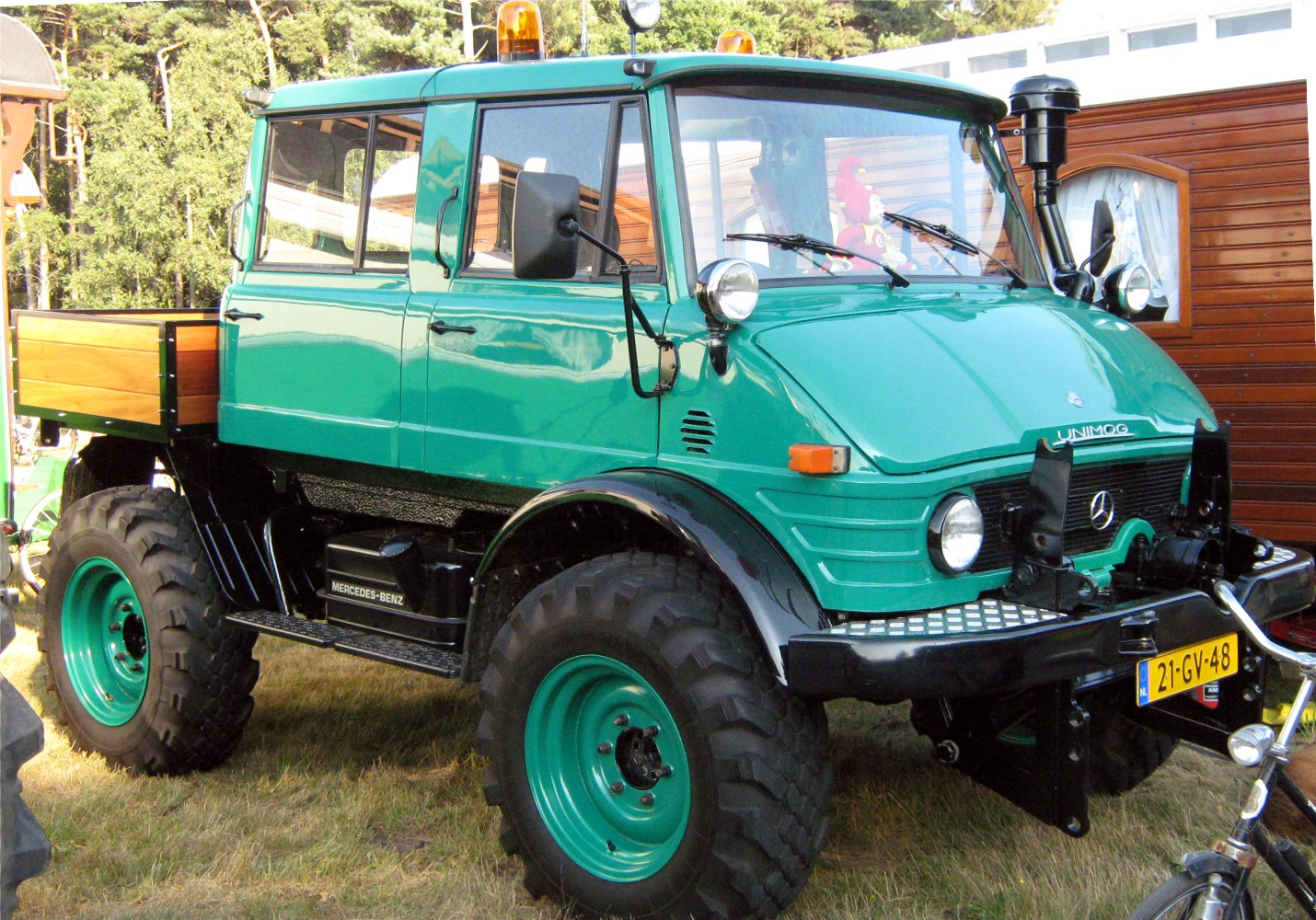
Unimog 406.145
Avec double cabine

Il était initialement prévu que l'Unimog 406 soit également proposé avec une double cabine en complément du cabriolet et de la cabine normale. Wackenhut fabriquait la double cabine fermée à Nagold. Le modèle 406.145, un tracteur d'avion, était principalement équipé de cette cabine de conduite. Seuls 353 Unimog 406 ont été construits avec une double cabine, dont 302 du modèle 406.145. Cependant, la double cabine était également proposée pour d'autres types d'Unimog. L'Unimog qui est beaucoup plus communément équipé d'une double cabine est le 416, qui servait souvent de châssis pour les camping-cars en raison de son empattement plus long.

### Autres véhicules de la gamme 406

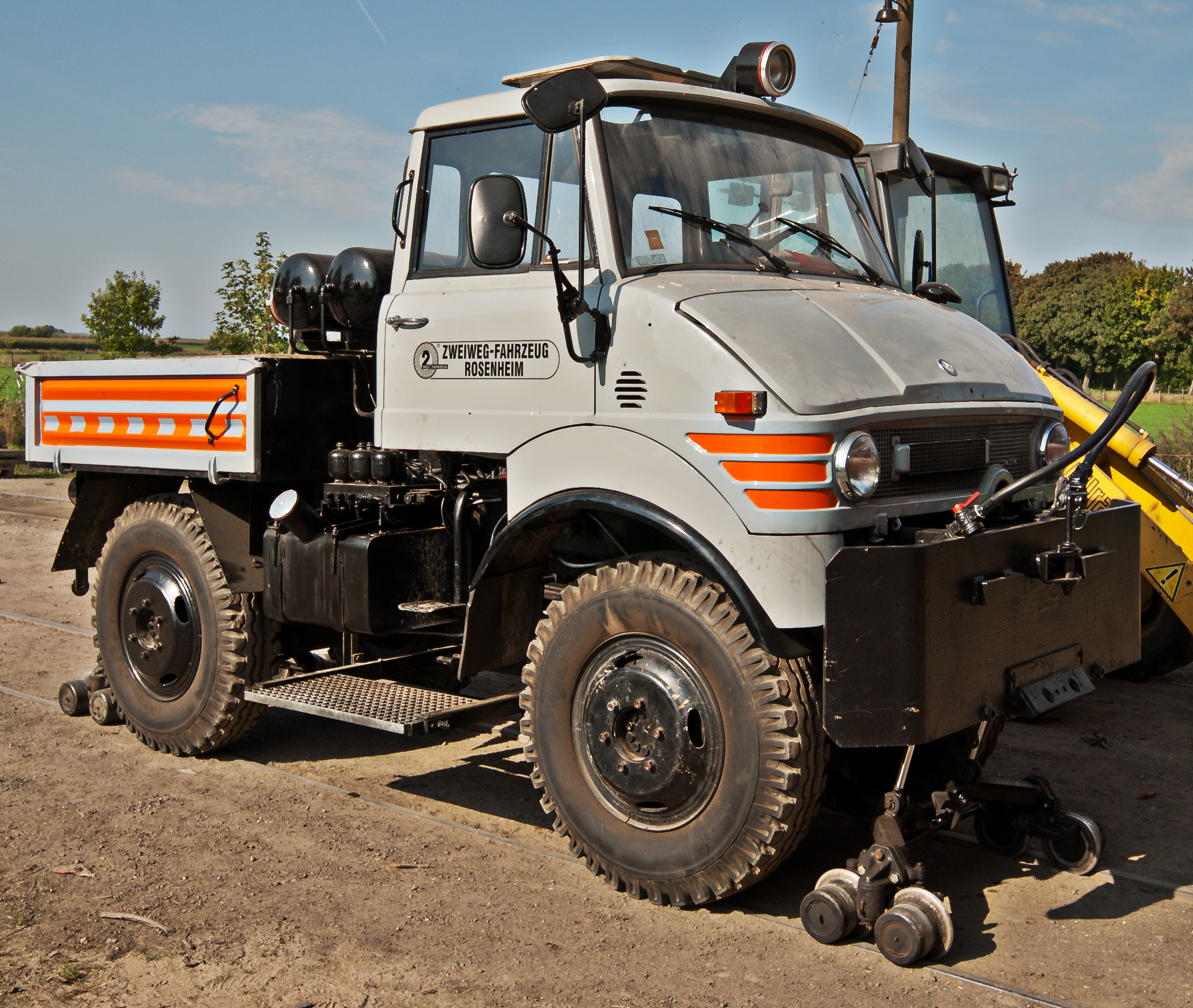
Unimog 406 véhicule rail-route

À l'origine, l'Unimog 406 n'était proposé qu'avec un moteur de 65 ch (48 kW), plus tard, la puissance a augmenté jusqu'à 84 ch (62 kW); Les performances des Unimog de série n'ont jamais été aussi grandes. Cependant, certains prototypes et modèles sur mesure étaient proposés avec des moteurs plus puissants. Le premier prototype de tracteur routier destiné au transport local de marchandises et au transport de travaux fut le modèle 406.200 A en septembre 1969. Ce véhicule avait l'empattement long de l'Unimog 416 et un moteur OM 352 d'une puissance de 100 ch (73,5 kW). Le modèle de production ultérieur de ce prototype était disponible en version cabriolet (416.140) et avec cabine de conduite fermée (416.141). Ce dernier a été construit 3 496 fois.
Il existait deux modèles d’usine, les 406.142 et 406.143, destinés au trafic. Daimler-Benz a décidé de proposer le moteur normal de 84 ch (62 kW) pour ces modèles, mais proposait également des versions de 100 et 110 ch (73,5 et 81 kW). Pas plus de 20 exemplaires de chaque modèle ont été construits, ce qui rend l'Unimog 406 avec une puissance moteur de plus de 84 ch (62 kW) extrêmement rare.
L'Unimog 406 était utilisé en tant que châssis pour les véhicules rail-route. La charge maximale autorisée de la benne était de 300 t. Le véhicule à chenilles Unitrac a été construit par Tractortecnic à partir, entre autres, de pièces de l'Unimog 406.

## Modèles sur base ou de l’Unimog 406

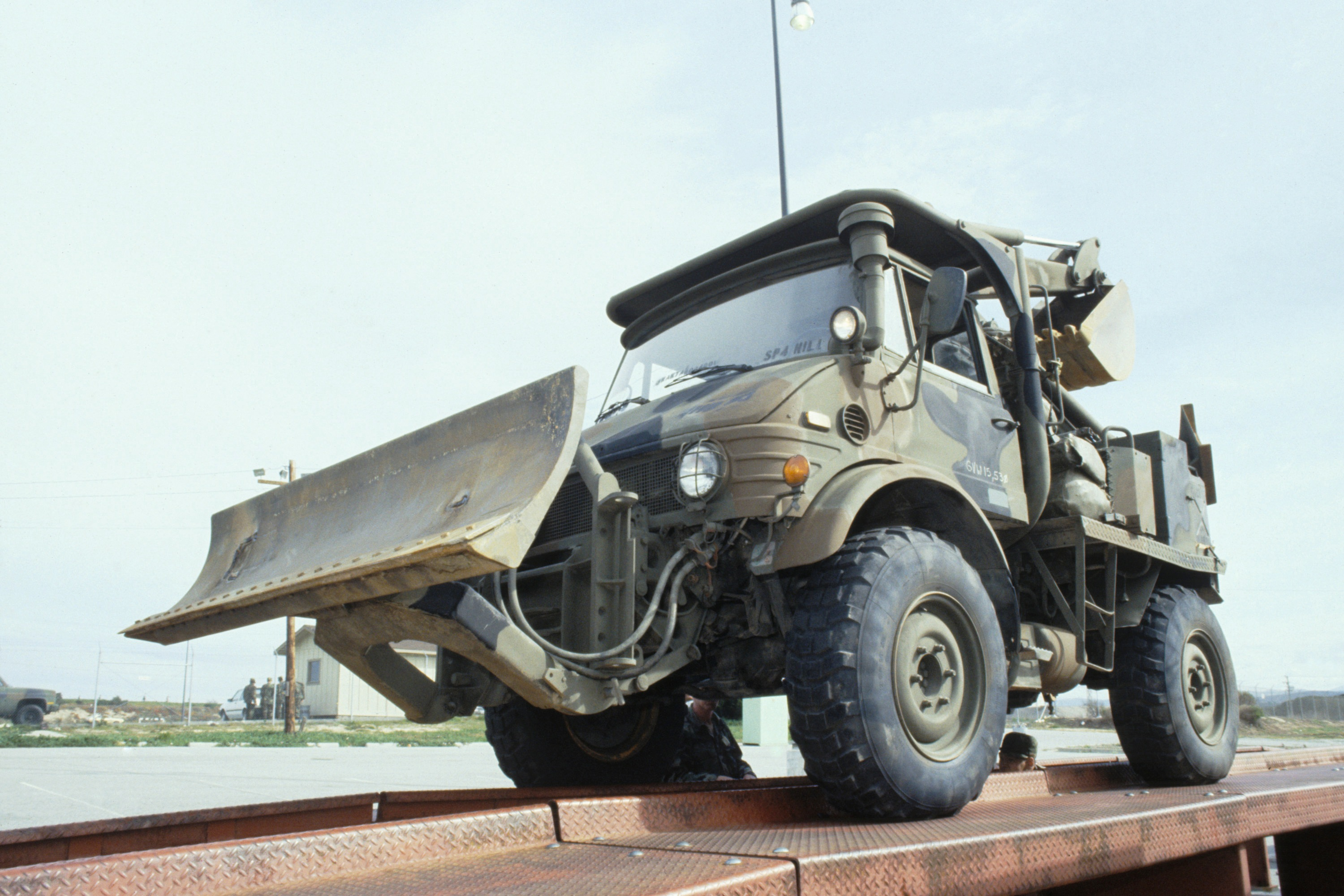
Unimog 419

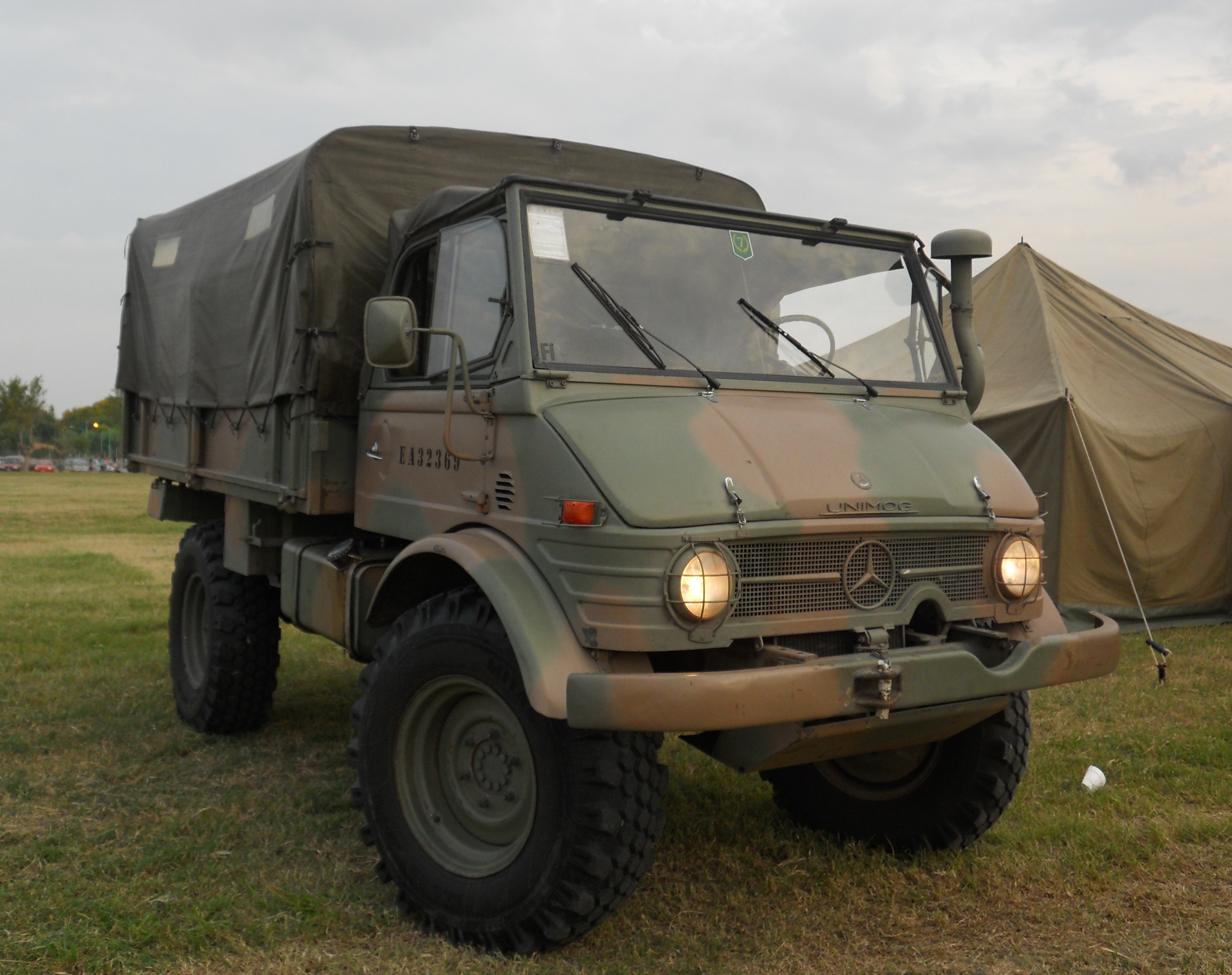
Unimog 426
Forces armées argentines

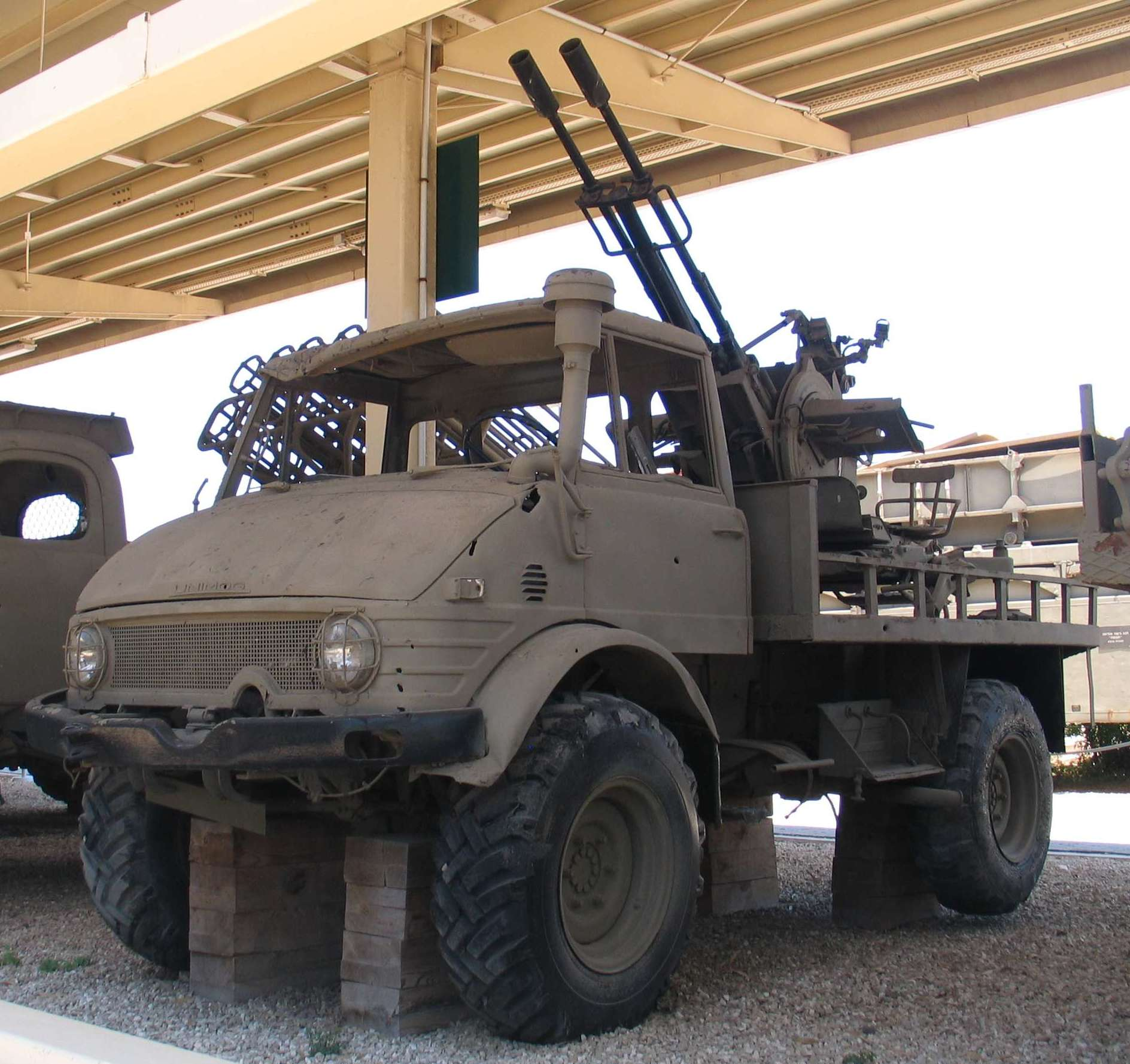
Un canon anti-aérien soviétique SU-23 de 23 mm sur un Unimog 406 de l’armée israélienne dans un musée militaire

Avec l'introduction de la gamme 406, Daimler-Benz a jeté les bases de l’Unimog de poids moyen, qui comprenait un total de 94 215 véhicules construits à partir de huit gammes produites entre 1962 et 1994. Les Unimog de poids moyen sont des modèles similaires avec des empattements et des moteurs différents, tous techniquement ou visuellement basés sur l'Unimog 406. En 1965, un modèle à empattement long est proposé pour la première fois, l'Unimog 416. Avec 2 900 mm, il possède le même empattement que la version longue de l'Unimog 404. La 416 était également disponible avec un empattement de 3 400 mm. Plus tard, les versions motrices de l'Unimog 406 ont également été affectées à la gamme 416. Des moteurs de 80 à 125 ch (59 à 92 kW) étaient proposés pour le 416. Des Unimog de poids moyen, le 416 est le modèle le plus populaire avec 45 544 unités construites entre 1965 et 1994. En mars 1966, l'Unimog 421 est ajouté à la série Unimog, avec une technologie de châssis basée sur l'Unimog 411; Cependant, la cabine de conduite est dérivée du 406. Il s'agit d'un modèle moins puissant, 40 ch (29 kW), qui fait partie des Unimog de poids léger.
En août 1966, la gamme 406 est complétée par l'Unimog 403. L'Unimog 403 est équipé du moteur diesel OM 314 de 54 ch (40 kW) initialement destiné à la gamme 406 et s'est positionné en tant que modèle moins cher dans la gamme. Face au besoin croissant de véhicules tracteurs moins puissants, Daimler-Benz a proposé la gamme 403 de 66 ch (48 kW) à partir de 1969 et de 72 ch (53 kW) à partir de 1972. Visuellement et techniquement, il n'y a aucune différence entre l'Unimog 406 et le 403 à l'exception du moteur. Puisque Daimler-Benz souhaitait également proposer une variante a empattement long moins chère, l'Unimog 413 similaire au 416 fut proposé à partir de 1969. Avec son moteur sous-dimensionné, ce modèle était moins cher que l'Unimog 416, mais pas populaire. Seuls 633 exemplaires ont été réalisés.
La plupart des Unimogs militaires appartiennent à la gamme 404; Mais certains Unimog de poids moyen étaient également utilisés à des fins militaires. Cela s'applique particulièrement aux gammes 426 et 419. L'Unimog 426 a été créé à partir de kits CKD préproduits à Gaggenau et expédiés en Argentine pour l'assemblage final. L'Unimog 426 est une production sous licence de l'Unimog 416 et a été principalement fabriqué pour les militaires argentins, chiliens, péruviens et boliviens; 2 643 véhicules ont été construits. À partir de 1986, Daimler-Benz a construit l'Unimog 419 pour l'armée américaine. Au total, 2 416 véhicules ont été fabriqués. L'Unimog 419 a le même empattement que l'Unimog 406, mais il est équipé d'une version plus puissante du moteur OM 352, qui produit 110 ch (81 kW). Il était vendu sous la marque Freightliner et classé en tant que Small Emplacement Excavator (SEE) (excavateur de petit emplacement en Français), qui était principalement utilisé comme véhicule pionnier. Le modèle 406.145 était principalement utilisé en tant que remorqueur d'avion par la Bundeswehr.

## Description technique

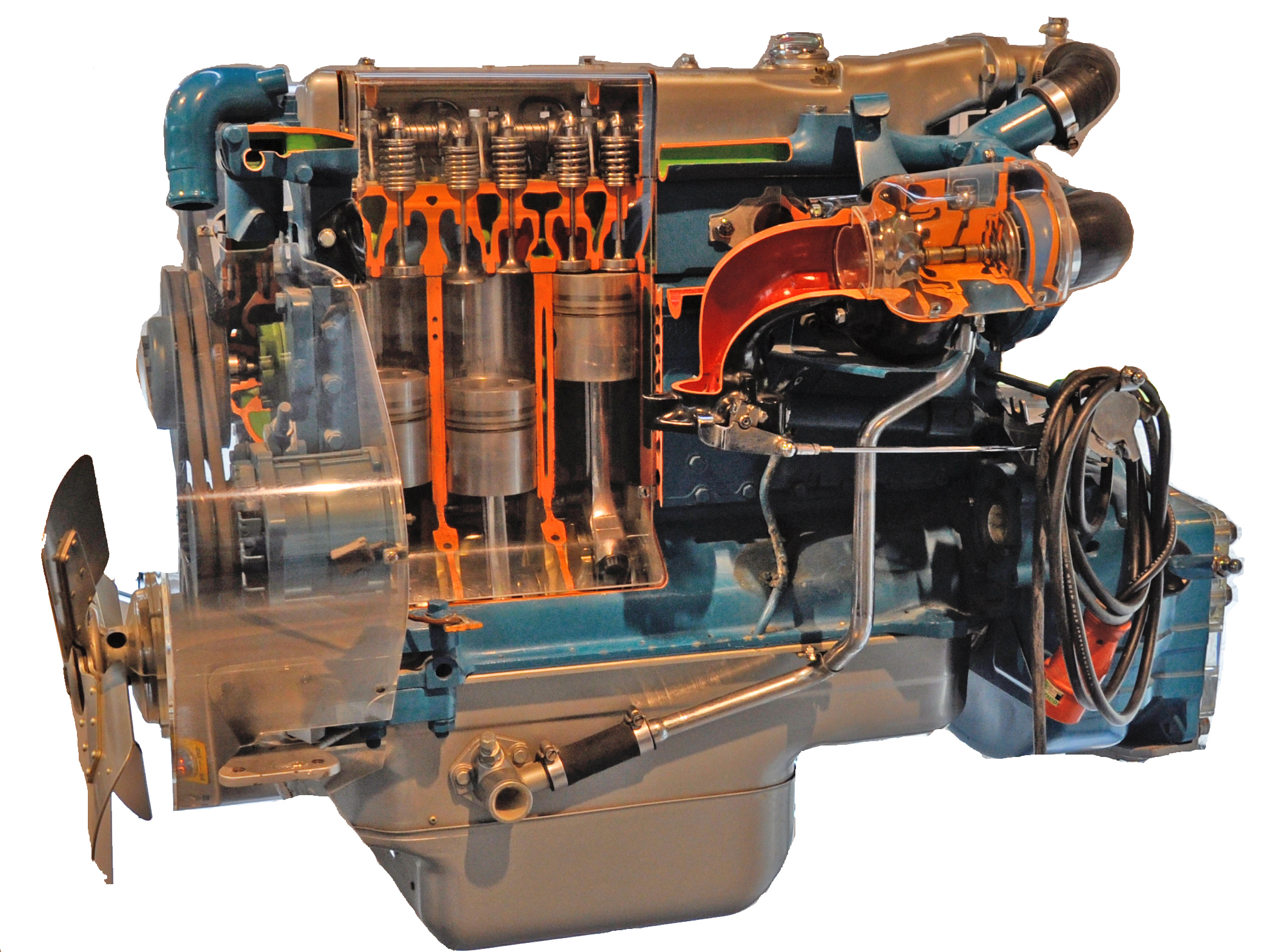
Moteur OM 352
Le modèle en coupe présenté sur la photo est équipé d'un turbocompresseur; le modèle de ce moteur utilisé dans l'Unimog 406 était atmosphérique.

L'Unimog 406 est un véhicule polyvalent tout-terrain doté de quatre roues de même taille. Comme l'Unimog 404, il dispose d'un châssis en échelle avec déport. Les essieux avant et arrière sont rigides. Pour entraîner des équipements supplémentaires, des arbres de prise de force standard sont installés à l'avant et à l'arrière, dont la vitesse peut être réglée à 540 tr/min ou à 1 000 tr/min. Ils peuvent être activés indépendamment. Le 406 est un véhicule à propulsion arrière et à traction avant commutable avec blocages de différentiel sur les deux essieux. Une plate-forme inclinable hydrauliquement est construite sur la partie arrière du châssis a échelle. Contrairement aux premiers Unimogs, l'Unimog 406 ne dispose pas d'un système électrique de 12 volts, mais plutôt d'un système électrique de 24 volts avec deux batterie au plomb de 12 V, logées dans un boîtier sur le côté gauche du châssis a échelle.

### Cabine
Daimler-Benz a fabriqué l'Unimog 406 avec un toit en tissu («cabriolet»), une cabine de conduite fermée ou une double cabine fermée; la double cabine était fournie par Wackenhut. Toutes les cabines, y compris la version cabriolet, disposent d'une suspension à trois points. Les versions cabriolet et cabine fermée disposent de deux sièges, la version double cabine dispose de trois sièges supplémentaires. Le tableau de bord, le volant, les leviers, les sièges réglables et d'autres pièces telles que le chauffage et la ventilation sont similaires à l'équipement correspondant des camions Daimler-Benz des années 1960. Les cabines étaient considérées comme ergonomiques et confortables. À partir de 1969, les modèles cabriolets sont équipés d'un pare-brise rabattable et, à partir de 1970, un arceau de sécurité est installé de série, qui était auparavant disponible en option. La prise d'air du moteur se trouve sur le côté gauche de l'Unimog 406; un tuba avec cyclone intégré était disponible sur demande. Cela prolonge considérablement les intervalles d'entretien du filtre à air.

### Moteur
Les premiers véhicules étaient équipés du moteur OM 312. L'OM 312 est un moteur diesel six cylindres en ligne à aspiration naturelle, stationnaire et refroidi par eau, avec injection par préchambre et d'une cylindrée de 4 580 cm3; il a une puissance de 65 ch (48 kW) à 2 550 tr/min. Dès 1964, ce moteur a été remplacé par le moteur OM 352, un développement ultérieur du moteur OM 322 à préchambre. L'OM 352 a été utilisé dans l'Unimog 406 jusqu'en 1989. Comme l'OM 312, l'OM 352 est un moteur diesel six cylindres en ligne à aspiration naturelle avec refroidissement par eau, mais à injection directe. La cylindrée est de 5 675 cm3, la puissance était initialement de 65 ch (48 kW), mais elle a ensuite été progressivement augmentée jusqu'à 70, 80 et 84 ch (51,5, 59 et 62 kW) au cours de la période de production. Seuls quelques véhicules de série conçus en tant que tracteurs ont été, sur demande spéciale, équipés d’usine de versions plus puissantes de l'OM 352 avec 100 ou 110 ch (73,5 ou 81 kW); cependant, ils sont extrêmement rares.

### Châssis

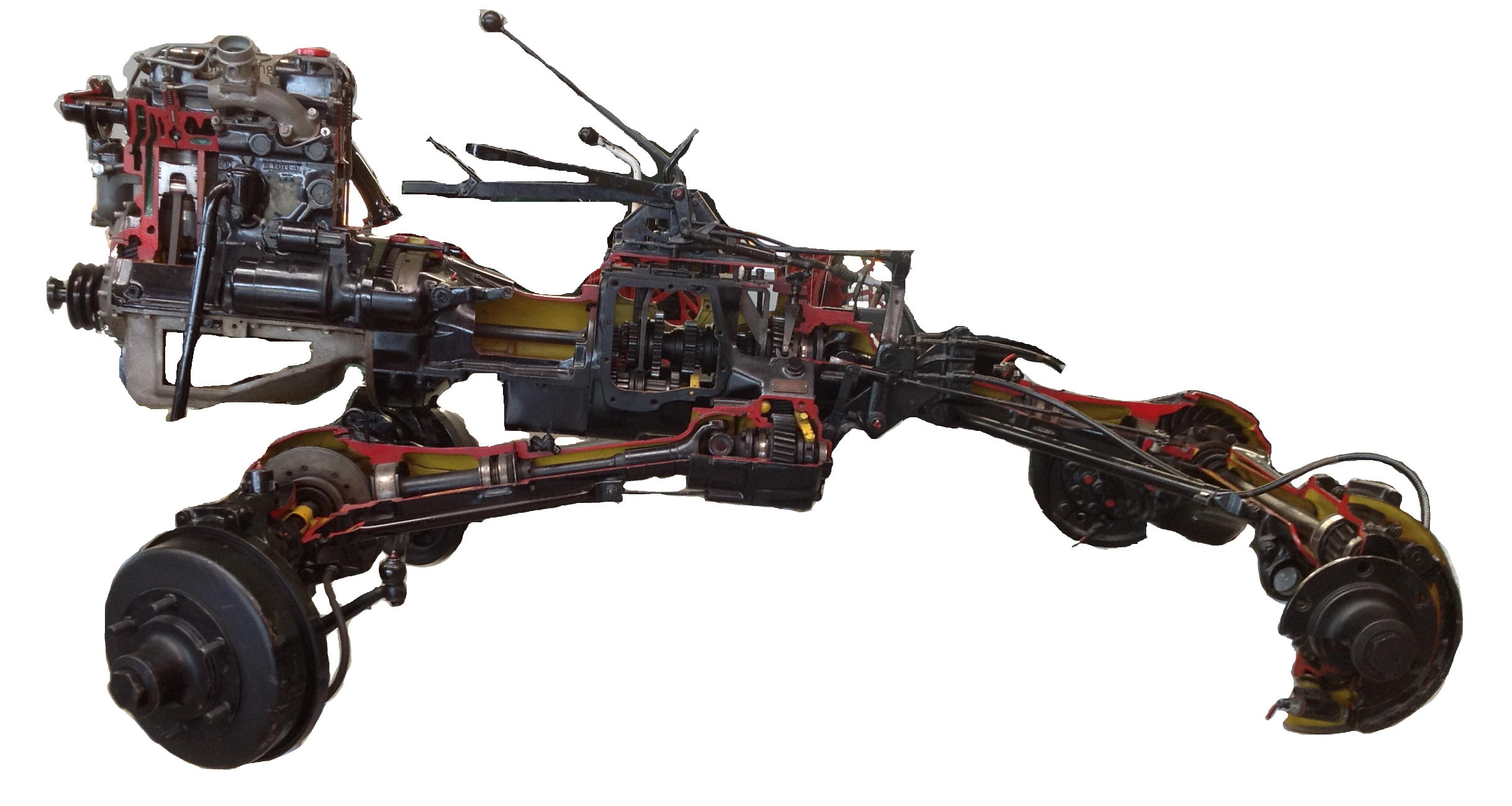
Modèle en coupe de la transmission de l’Unimog (Unimog 401)

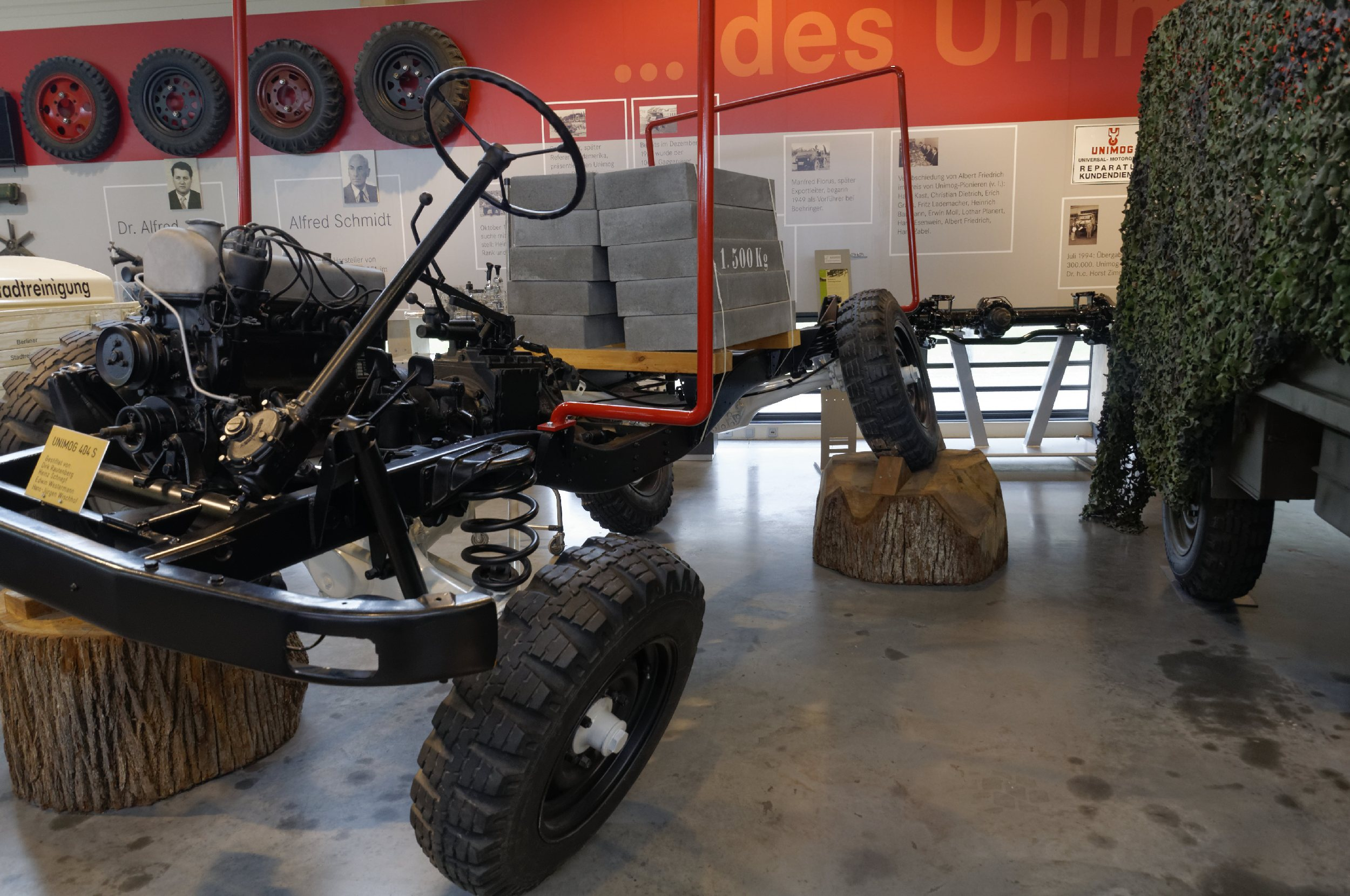
Châssis de l’Unimog (Unimog 404)
Les zones avant et arrière du châssis permettent une certaine torsion, tandis que le point décalé au milieu est extrêmement rigide.

Le châssis a échelle, incliné vers le bas au milieu, repose sur des essieux portique rigides à l'avant et à l'arrière. L'avant et l'arrière du châssis permettent une certaine torsion, le milieu est plus rigide. Ceci est obtenu grâce à la position des traverses et des cordons de soudure : les traverses sont tirées vers l'intérieur et les cordons de soudure se trouvent à des endroits où le matériau est soumis à moins de contraintes. Deux traverses rapprochées sont soudées vers la partie arrière, au niveau de la manivelle, et vers la partie avant du châssis; Il y a un espace libre généreux entre les paires de traverses. Grâce aux essieux portiques avec engrenages, l'Unimog dispose d'une garde au sol importante, même avec de petites roues. Les essieux sont guidés par des tubes de poussée et des bielles Panhard. Les tubes de poussée sont montés dans des rotules sur la transmission et sont reliés rigidement aux différentiels des essieux. Les arbres de transmission qui transmettent le couple de la transmission aux essieux fonctionnent dans les tubes de poussée. Les essieux de l'Unimog sont amortis par deux ressorts hélicoïdaux et des amortisseurs hydrauliques télescopiques. La suspension des roues permet un débattement de ressort particulièrement long et donc une grande articulation d'essieu, ce qui permet à l'Unimog d'avoir une bonne mobilité en tout-terrain. L'U 406 était livré de série avec des pneus 10,5-20″. Des pneus mesurant 12,5-20″, 14,5-20″ et 22-20″ étaient disponibles en équipement optionnel.

### Transmission
Le 406 est équipé de la transmission UG-2/27 à groupe coulissant à quatre vitesses entièrement synchronisée, conçue pour un couple de 264,8 N·m. Elle était proposée en quatre versions différentes.
La conception de la boîte de vitesses standard (boîte de vitesses F) a été utilisée pour les modèles U 65 et U 70. Elle comporte deux groupes de quatre vitesses chacun, mais le premier groupe ne peut être utilisé qu'en première et en deuxième vitesse, il y a donc finalement six vitesses avant disponibles. Le levier de vitesses présente donc une configuration de changement de vitesse à six vitesses en H. Lors du passage de la deuxième à la troisième vitesse, la transmission passe automatiquement de la première à la deuxième gamme, c'est-à-dire qu'elle repasse en première vitesse tout en passant à la gamme supérieure. La transmission n'a pas de marche arrière; à la place, il y a un levier de vitesses séparé avec une marche arrière bridée. En raison de la conception de la boîte de vitesses, le véhicule ne peut être commutée en sens inverse que lorsque la boîte de vitesses principale se trouve dans le premier groupe. Puisque seules les deux premières vitesses peuvent être utilisées dans le premier groupe, il y a deux marches arrière.
La boîte de vitesses standard disponible pour les modèles U 80 et U 84 était une boîte de vitesses primaire (boîte de vitesses G). Le réducteur double le nombre de tous les rapports, de sorte que 2 × 6 vitesses avant et 2 × 2 marche arrière peuvent être utilisées. Le levier de vitesses de la boîte de vitesses primaire a trois positions : «boîte de vitesses principale», «boîte de vitesses primaire» et «point mort». En plus de la boîte de vitesses primaire, une boîte de vitesses sur chenilles était disponible. Elle peut être utilisée avec les deux premiers rapports de chaque groupe et dispose de deux rapports rampants, "rampant" et "super rampant", un point mort et un rapport principal. Lors du passage à la position de rapport principal, les rapports peuvent passer normalement dans les six vitesses. Cela donne un total de 2 × 6 + 2 × 4 vitesses en marche avant et 2 × 2 + 2 × 2 marche arrière.
En 1976, le changement de vitesse par roue coulissante a été remplacé par une transmission de vitesse par manchon. Le groupe de transmission était entièrement utilisable, ce qui signifie que huit vitesses avant et quatre vitesses arrière pouvaient désormais être utilisées. La boîte de vitesses à huit rapports est dotée d'un schéma de changement de vitesse en H à quatre rapports et d'un levier supplémentaire pour changer de groupe de vitesses.
Selon la version de transmission, un embrayage à sec monodisque (généralement de type G 280 KR) ou un double embrayage sont installés.

### Système hydraulique
Daimler-Benz a installé un système hydraulique de WABCO de Hanovre. Il est plus robuste et plus puissant que le système hydraulique installé dans l'Unimog 411 dès le début des années 1960 et se compose de six éléments principaux : une pompe à huile à engrenages, un réservoir d'huile, deux vérins hydrauliques et deux appareils de contrôle. La pompe hydraulique d'origine est de type 5 P 41-13 et a un débit de 32 l/min à 150 bars de pression. Cette pompe fut bientôt remplacée par une version plus puissante avec 40 l/min à 180 bars. Le réservoir d'huile est situé à l'avant de l'Unimog; l'ensemble du circuit d'huile a une capacité de 18 litres. Les deux appareils de contrôle sont situés derrière le moteur et disposent chacun d'un levier de commande; les leviers de commande sont montés sur une tige sous le volant. Avec le premier levier, le conducteur peut actionner soit le vérin télescopique pour basculer la plate-forme, soit le vérin hydraulique du relevage arrière. Le deuxième levier est utilisé pour contrôler les accessoires.
À l’origine, la direction assistée était reliée au système hydraulique principal. Plus tard, une pompe indépendante pour la direction assistée et finalement un circuit d'huile séparé ont été installés. Le système de direction assistée standard est un système de direction ZF 19/74 à broche. Une direction à recirculation d'écrou à bille était proposée en option et faisait partie de l'équipement standard à partir de 1973. L'Unimog 406 est équipé d'un frein hydraulique à commande pneumatique (servofrein), initialement avec des freins à tambour, mais à partir de 1973, des freins à disque ont été installés en standard, pour lesquels le système de freinage a dû être considérablement modifié. Les véhicules destinés à l'exportation ont continué à être équipés, en option, de freins à tambour jusqu'en 1989.
Ni les prototypes ni le modèle présenté à l'exposition DLG en 1962 ne disposaient d'un système de commande hydraulique; Cela signifiait que le levier hydraulique ne pouvait pas être actionné de manière finement graduée; au lieu de cela, soit une pleine pression, soit aucune pression n'était délivrée. Cela a rendu le fonctionnement de certains accessoires considérablement plus difficile, c'est pourquoi un système de commande hydraulique a été rapidement installé.

### Pneumatique
Comme les autres modèles d’Unimog, l'Unimog 406 dispose d'un système pneumatique; Cependant, il n’est pas utilisé pour le relevage arrière, mais principalement pour le système de freinage. De plus, le verrouillage de compensation est activé avec l'aide du système pneumatique. Le système pneumatique se compose de plusieurs parties : un compresseur, qui est entraîné par le moteur, une valve de commande devant l'essieu arrière, un réservoir d'air comprimé devant la roue arrière gauche, la valve du verrou de compensation, le servofrein et le maître cylindre de frein, qui génère la pression pour le système de freinage de l'Unimog et du système de freinage pour remorque. Le système de freinage pneumatique pour remorque est connecté à l'Unimog à l'aide de deux connecteurs à dégagement rapide : un connecteur est destinée à la pression de freinage et un à l'activation pneumatique du frein lui-même. Initialement, le réservoir d'air comprimé de l'Unimog avait un volume de 20 litres; il a été augmenté à 27 litres en 1966. Un compresseur supplémentaire était disponible en option, ce qui réduit le temps nécessaire pour remplir le réservoir d'air comprimé de la remorque.

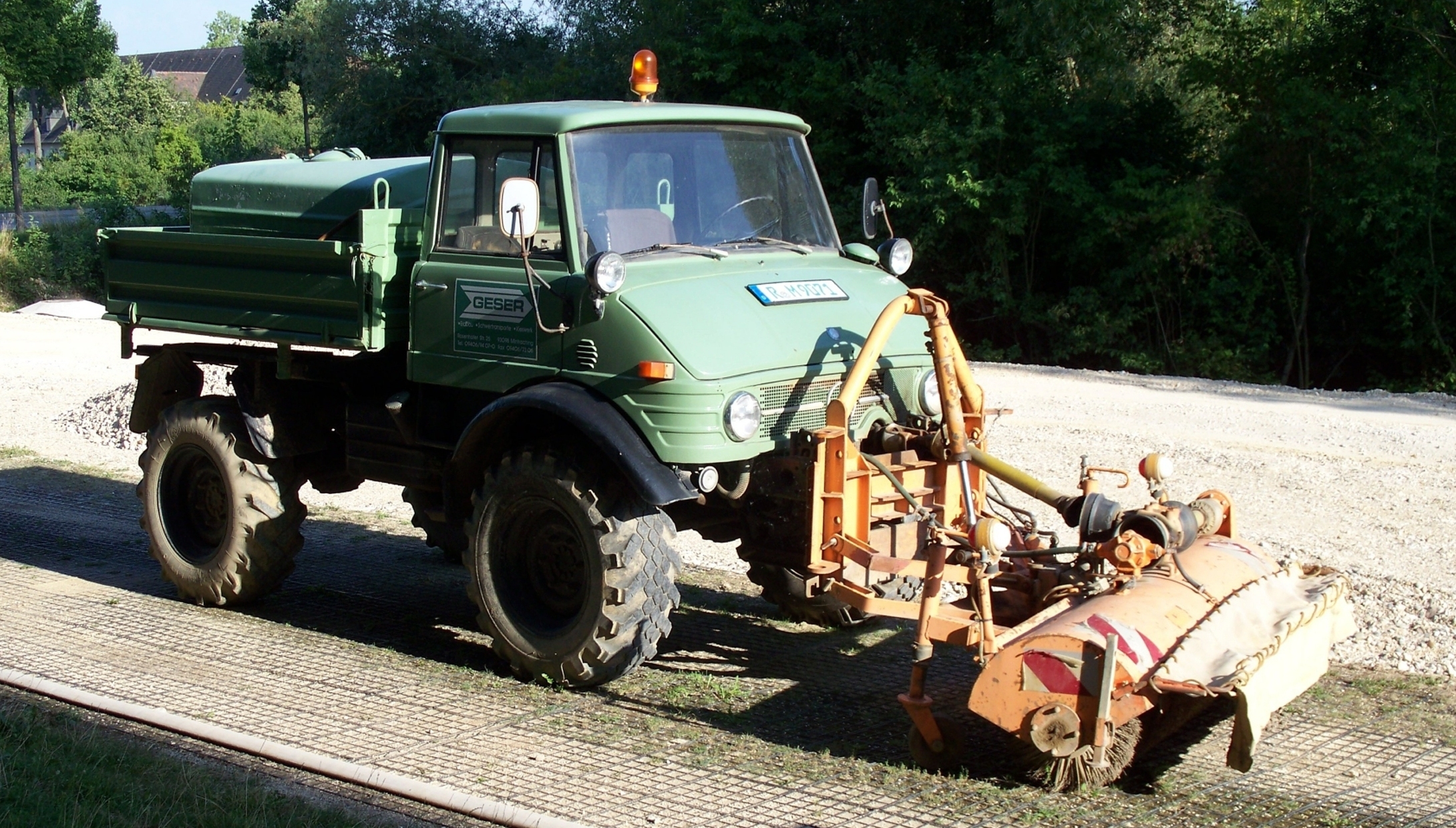
Unimog 406.121
Peint en Lkw-Grün, la couleur la plus courante sur l’Unimog

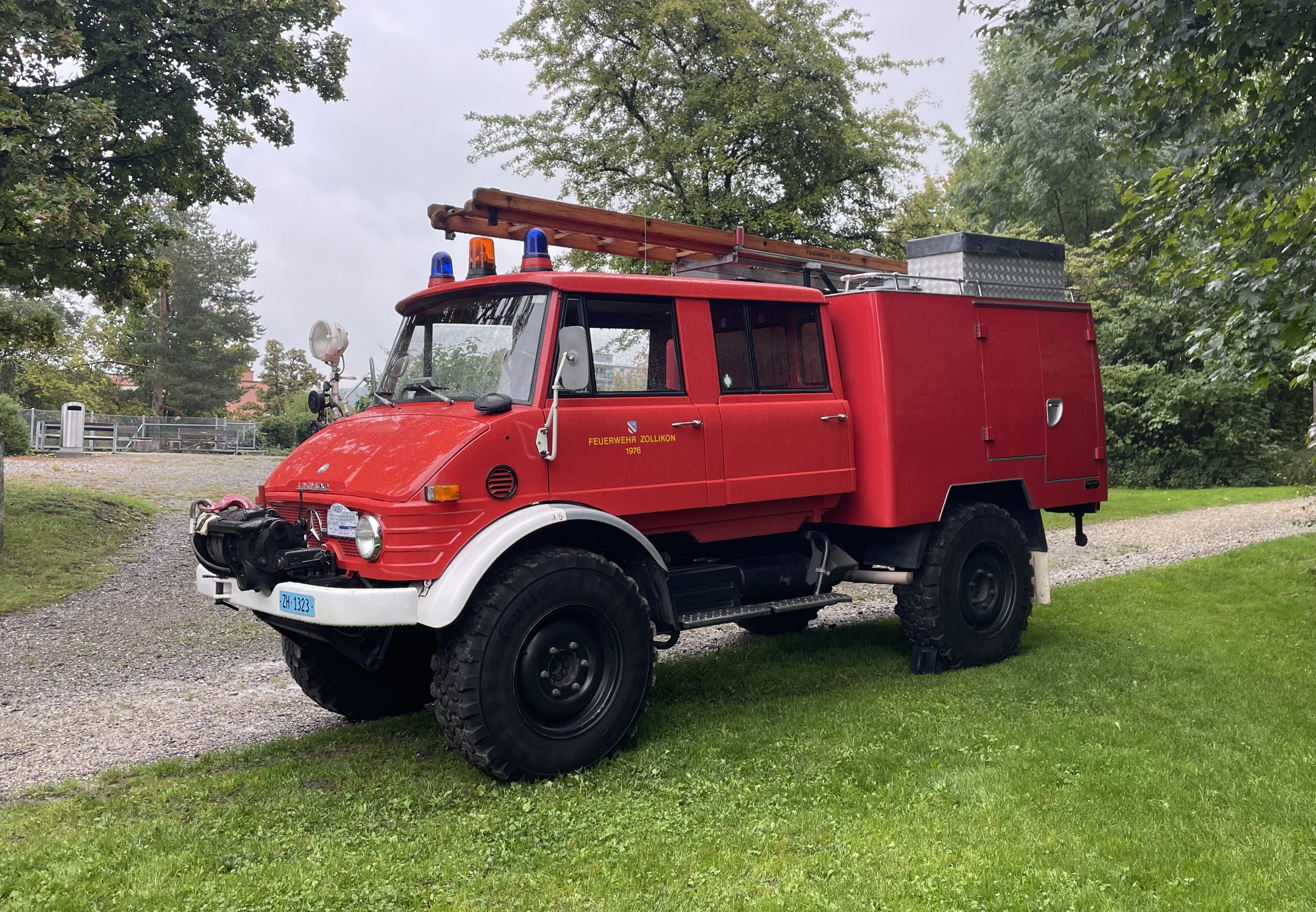
Modèle 416 de 1976
Camion de pompiers

## Quantités
37 069 véhicules de série, dont 100 véhicules de pré-production, un d’exposition, au moins deux prototypes en état de rouler en 1961 et 1962 et un autre prototype en état de rouler en septembre 1969, ont été construits sur base de l’Unimog 406.
Le graphique qui aurait dû être présenté ici ne peut pas être affiché car il utilise l'ancienne extension Graph, désactivée pour des questions de sécurité. Des indications pour créer un nouveau graphique avec la nouvelle extension Chart sont disponibles ici.

| Année | Nombre                                                |
| ----- | ----------------------------------------------------- |
| 1962  | Au moins 2 prototypes prêts à rouler + 1 d’exposition |
| 1963  | 801 dont 100 modèles de pré-série                     |
| 1964  | 2044                                                  |
| 1965  | 1977                                                  |
| 1966  | 2022                                                  |
| 1967  | 1078                                                  |
| 1968  | 1825                                                  |
| 1969  | 2321 + 1 prototype                                    |
| 1970  | 3044                                                  |
| 1971  | 2737                                                  |
| 1972  | 1963                                                  |
| 1973  | 2643                                                  |
| 1974  | 2603                                                  |
| 1975  | 2466                                                  |
| 1976  | 1690                                                  |
| 1977  | 1304                                                  |
| 1978  | 1421                                                  |
| 1979  | 1334                                                  |
| 1980  | 941                                                   |
| 1981  | 608                                                   |
| 1982  | 505                                                   |
| 1983  | 471                                                   |
| 1984  | 331                                                   |
| 1985  | 326                                                   |
| 1986  | 298                                                   |
| 1987  | 233                                                   |
| 1988  | 81                                                    |
| 1989  | 3                                                     |

## Amélioration des performances
Dans sa version originale de 1963, le moteur diesel OM 352 produisait une puissance de 93 kW et délivrait un couple maximal de 353 N·m; plus tard, la puissance fut légèrement augmentée à 96 kW et le couple à 363 N·m. L'Unimog reçut cependant une version à puissance réduite de ce moteur. Les versions sans étranglement et aux performances améliorées de ce moteur n'ont jamais été proposées pour l'Unimog 406 car la transmission n'était conçue que pour un couple d'entrée de 264,8 N·m. Afin d'augmenter la puissance du moteur de l’Unimog à 96 kW, l'embrayage et la transmission doivent être modifiés en conséquence afin d'éviter tout dommage. Le moteur nécessite d’un filtre à air en papier au lieu du filtre à air à bain d'huile, d’un nouveau filtre à huile et d’une pompe d'injection différente, car la pompe d'injection standard ne peut pas être adaptée aux performances accrues du moteur.

## Peinture
L'Unimog était à l'origine peint en Lkw-Grün (DB 6277), environ 70 % de tous les Unimog jamais construits étaient de cette couleur. Au total, six couleurs différentes étaient disponibles de série pour l'Unimog dans les années 1970. D'autres couleurs étaient disponibles sur demande.

### Couleurs standards
| Lkw-Grün (DB 6277) | Saftgrün (DB 6821) | Lkw-Grau (DB 7187) | Tieforange (DB 2603) (RAL 2011) | Ambragelb (DB 1624) | Currygelb (DB 1600) (RAL 1027) |

### Couleurs spéciales
| Braunbeige (DB 1448) (RAL 1011) | Gelborange (DB 2550) (RAL 2000) | Feuerrot (DB 3534) (RAL 3000) | Rotorange (DB 2553) (RAL 2001) | Enzianblau (DB 5361) (RAL 5010) | Moosgrün (DB 6294) (RAL 6005) | Kieselgrau (DB 7701) (RAL 7032) | Grauweiß (DB 9136) (RAL 9002) |